# Physical (bài hát của Olivia Newton-John)
"Physical" là một bài hát của nghệ sĩ thu âm người Úc gốc Anh quốc Olivia Newton-John nằm trong album phòng thu thứ 12 cùng tên của bà (1981). Nó được phát hành vào ngày 28 tháng 9 năm 1981 như là đĩa đơn đầu tiên trích từ album bởi MCA Records. Bài hát được đồng viết lời bởi Steve Kipner và Terry Shaddick, trong khi phần sản xuất được đảm nhận bởi John Farrar, cộng tác viên quen thuộc xuyên suốt sự nghiệp của nữ ca sĩ. Ban đầu, "Physical" được dự định sẽ do Rod Stewart thể hiện nhưng đã không thể thực hiện, và sau đó được gửi đến cho Tina Turner bởi người quản lý của cô Roger Davies, nhưng sau khi Turner từ chối bài hát, Davies đã đưa nó cho Newton-John, một nghệ sĩ khác ông đang quản lý lúc bấy giờ. Đây là một bản dance-pop kết hợp với những yếu tố từ post-Disco mang nội dung đề cập đến việc một người phụ nữ nắm giữ quyền lực trong một mối quan hệ tình cảm, trong đó sử dụng hình tượng tập thể dục như một phép ẩn dụ cho tình dục.
Sau khi phát hành, "Physical" nhận được những phản ứng tích cực từ các nhà phê bình âm nhạc, trong đó họ đánh giá cao giai điệu bắt tai cũng như quá trình sản xuất nó, đồng thời ghi nhận sự thay đổi trong hình tượng và phong cách âm nhạc từ những tác phẩm country pop của Newton-John. Ngoài ra, bài hát còn gặt hái nhiều giải thưởng và đề cử tại những lễ trao giải lớn, bao gồm một đề cử giải Grammy cho Trình diễn giọng pop nữ xuất sắc nhất tại lễ trao giải thường niên lần thứ 24. "Physical" cũng tiếp nhận những thành công vượt trội về mặt thương mại, đứng đầu các bảng xếp hạng ở Úc, Bỉ, Canada, New Zealand và Thụy Sĩ, cũng như lọt vào top 10 ở hầu hết những quốc gia nó xuất hiện, bao gồm vươn đến top 5 ở nhiều thị trường lớn như Đức, Ireland và Hà Lan. Tại Hoa Kỳ, nó đạt vị trí số một trên bảng xếp hạng Billboard Hot 100 trong mười tuần liên tiếp, trở thành đĩa đơn quán quân thứ năm của Newton-John và là đĩa đơn thống trị bảng xếp hạng lâu nhất thập niên 1980 tại đây.
Video ca nhạc cho "Physical" được đạo diễn bởi Brian Grant, trong đó bao gồm những cảnh Newton-John đang cố gắng giúp đỡ những người đàn ông thừa cân trong việc giảm trọng lượng cơ thể ở phòng tập, trước họ đột nhiên biến thành những người đàn ông cơ bắp và cô bắt đầu tán tỉnh họ, nhưng quyết định rời khỏi đó với một người đàn ông thừa cân. Để quảng bá bài hát, nữ ca sĩ đã trình diễn nó trên nhiều chương trình truyền hình và lễ trao giải lớn, bao gồm Musikladen, Saturday Night Live và Top of the Pops, cũng như trong nhiều chuyến lưu diễn của bà. Được ghi nhận là bài hát trứ danh trong sự nghiệp của Newton-John, "Physical" đã được hát lại và sử dụng làm nhạc mẫu bởi nhiều nghệ sĩ, như Kylie Minogue, Revolting Cocks, Lou Bega, Juliana Hatfield, The Black Ghosts và dàn diễn viên của Glee, cũng như xuất hiện trong nhiều tác phẩm điện ảnh và truyền hình, bao gồm Brothers & Sisters, Despicable Me 3, EastEnders, Pretty Little Liars và The Simpsons.

## Danh sách bài hát
Đĩa 7"
1. "Physical" – 3:43
2. "The Promise (The Dolphin Song)" – 4:32

## Xếp hạng
| Bảng xếp hạng (1981-82)                  | Vị trí cao nhất |
| ---------------------------------------- | --------------- |
| Úc (Kent Music Report)                   | 1               |
| Áo (Ö3 Austria Top 40)                   | 7               |
| Bỉ (Ultratop 50 Flanders)                | 1               |
| Canada (RPM)                             | 1               |
| Châu Âu (European Hot 100 Singles)       | 1               |
| Pháp (IFOP)                              | 12              |
| Đức (Official German Charts)             | 4               |
| Ireland (IRMA)                           | 4               |
| Ý (FIMI)                                 | 13              |
| Hà Lan (Dutch Top 40)                    | 4               |
| Hà Lan (Single Top 100)                  | 6               |
| New Zealand (Recorded Music NZ)          | 1               |
| Thụy Điển (Sverigetopplistan)            | 15              |
| Thụy Sĩ (Schweizer Hitparade)            | 1               |
| Anh Quốc (OCC)                           | 7               |
| Hoa Kỳ Billboard Hot 100                 | 1               |
| Hoa Kỳ Adult Contemporary (Billboard)    | 29              |
| Hoa Kỳ Hot R&B/Hip-Hop Songs (Billboard) | 28              |

| Bảng xếp hạng (1981)                 | Vị trí |
| ------------------------------------ | ------ |
| Australia (Kent Music Report)        | 29     |
| Belgium (Ultratop 50 Flanders)       | 29     |
| Canada (RPM)                         | 51     |
| France (IFOP)                        | 51     |
| Italy (FIMI)                         | 62     |
| Netherlands (Dutch Top 40)           | 22     |
| Netherlands (Single Top 100)         | 31     |
| Switzerland (Schweizer Hitparade)    | 14     |
| UK Singles (Official Charts Company) | 65     |
| Bảng xếp hạng (1982)                 | Vị trí |
| Australia (Kent Music Report)        | 78     |
| Canada (RPM)                         | 15     |
| Germany (Official German Charts)     | 61     |
| US Billboard Hot 100                 | 1      |

| Bảng xếp hạng (1980-89) | Vị trí |
| ----------------------- | ------ |
| US Billboard Hot 100    | 1      |

| Bảng xếp hạng                | Vị trí |
| ---------------------------- | ------ |
| US Billboard Hot 100         | 10     |
| US Billboard Hot 100 (Women) | 2      |

## Chứng nhận
| Quốc gia                                                                           | Chứng nhận  | Số đơn vị/doanh số chứng nhận |
| ---------------------------------------------------------------------------------- | ----------- | ----------------------------- |
| Úc (ARIA)                                                                          | Bạch kim    | 100.000^                      |
| Canada (Music Canada)                                                              | 2× Bạch kim | 300.000^                      |
| New Zealand (RMNZ)                                                                 | Vàng        | 10.000*                       |
| Anh Quốc (BPI)                                                                     | Bạc         | 250.000^                      |
| Hoa Kỳ (RIAA)                                                                      | Bạch kim    | 2.000.000^                    |
| * Chứng nhận dựa theo doanh số tiêu thụ. ^ Chứng nhận dựa theo doanh số nhập hàng. |             |                               |